# アカハツタケ
アカハツタケ(Saffron milk cap, 赤初茸)は、ベニタケ科チチタケ属で最も有名なキノコの1つである。ヨーロッパで見られるが、針葉樹とともに偶然移送されて、マツの人工林で育つものが見られる。古代ローマの町ヘルクラネウムのフレスコ画にはアカハツタケが描かれていると考えられており、キノコが描かれた最も初期の事例の1つとなっている。

## 名前
カール・フォン・リンネは、1753年の『植物の種』第2巻で、ラテン語で「美味」を意味する形deliciosusに因み、Agaricus deliciosusという学名を与えた。彼は、このキノコの匂いを嗅いで、味を高く評価されているチチタケと同様に味が良いと考え、この名を付けたと考えられている。1801年にオランダの菌類学者クリスティアーン・ヘンドリク・ペルズーンは変種小名を加え、1821年にイギリスの菌類学者サミュエル・フレデリック・グレイは著書The Natural Arrangement of British Plantsの中で、この種を現在のチチタケ属の中に置いている。
英語では、saffron milk-capの他、red pine mushroomまたは単にpine mushroomとして知られる。北米ではorange latex milkyとも呼ばれる。スペイン語ではniscaloやnicalo、robellon等と呼ばれる。カタルーニャ語ではrovelloと呼ばれる。ジローナ地域では、8月末の雨季後の10月にマツ(pine)の木の近くで採集できることからpinatellと呼ばれる。本種及びアカハツモドキは、トルコ語でどちらもCam melkisiまたはCintarと呼ばれる。ルーマニアではRascoviとして知られ、秋季に北部地域で見られる。

## 概要
アカハツタケの笠は、凸型から壺型のニンジンのような橙色で、若いころは内側に巻いており、直径4から14cmで、しばしば中心から暗い橙色の模様が入っている。笠は湿っている時には粘着性であるが、乾いていることが多い。垂生ひだは多く、しばしば中空で長さ3-8cm、厚さ1-2cmの橙色の縞模様を持つ。キノコを圧すと深緑色に染まる。新鮮な時には、変色しない橙赤色の「乳」を染み出す。
北米では、青色に染まり、赤色の「乳」を染み出し、同じく食用であるLactarius rubrilacteusと混同されることが多い。

## 分布と生育
アカハツタケは酸性土壌の針葉樹の下で育ち、宿主と菌根関係を築く。ピレネー山脈南部やポルトガル、ブルガリア、スペイン、ギリシア、イタリア、キプロス、フランス等の地中海盆地で見られる。トルコのイズミル県やアンタルヤ県では、本種及びアカハツモドキを採集して販売している。キプロスでは、高高度のヨーロッパクロマツやカラブリアマツの森林で大量のアカハツタケが見られ、地元の名産として珍重される。
世界中から集められた株の分子系統解析を行った結果、菌類学者のJorinde Nuytinck、Annemieke Verbeken、Steve Millerは、ヨーロッパのアカハツタケは北米や中米のものとは遺伝的にも形態的にも異なる別種であると結論付けた。チリ、オーストラリア、ニュージーランドには持ち込まれ、植林されたラジアータパインとともに生育していると報告されている。オーストラリアのビクトリア州マケドン地域、ニューサウスウェールズ州オベロン地域は、特にポーランド人コミュニティの間でこのキノコの採集が盛んな地域で、夕食用の皿くらいの大きさにまで育つ。ビクトリア州及びニューサウスウェールズ州のイタリア人、ポーランド人、ウクライナ人、その他の東ヨーロッパに起源を持つ人々は、秋季の雨の後からイースターの頃まで、このキノコを採集するために旅をする。
アカハツタケはベニマツの森林でも良く生育し、ロシア料理でも非常に人気の食材である。8月から10月初めまで採集され、揚げ物、塩漬け、酢漬け等にして食べられる。

## 食用

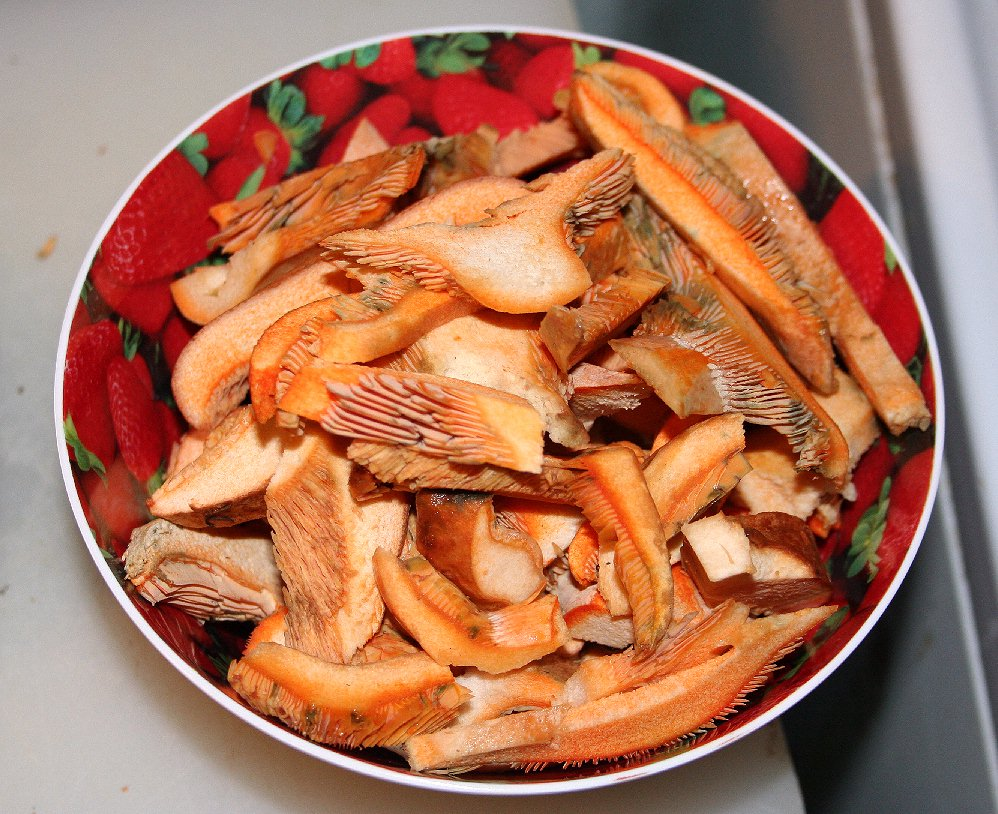

アカハツタケはイベリア半島、特にカタルーニャ州の北部で広く収集され、スペイン料理やカタルーニャ料理に用いられる。あるレシピでは、軽く洗ってから少量のニンニクを加えたオリーブ油で傘を丸ごと揚げ、オリーブ油とパセリに浸して食べる。同時に、このキノコを調理する時には、バターは決して使ってはいけないと言われる。
さらに北東では、プロヴァンス料理にも用いられる。
ポーランドでも採集され、伝統的にバターで揚げてクリームを添えるかマリネする。
ロシア料理では、伝統的に塩漬けにして保存する。
キプロスでは、通常炭火で焼いてオリーブ油とレモンまたはビターオレンジでマリネする。またはタマネギとともに揚げて赤ワインと合わせる。

## 化学
液体培地で育てると、アカハツタケの菌糸体は、脂肪酸とクロマン-4-オン、アノフィン酸、3-ヒドロキシアセチルインドール、エルゴステロール、環状ジペプチド等の様々な物質の混合物を生産する。

## 関連文献
- Milk Mushrooms of North America: A Field Guide to the Genus Lactarius. Syracuse: Syracuse University Press. (2009). pp. 177-78. ISBN 0-8156-3229-0
- North American Species of Lactarius. Michigan: The University of Michigan Press. (1979). ISBN 0-472-08440-2